# 솜투두
솜투두(영어: SomTodo)는 위자드웍스가 2012년 8월 27일부터 서비스를 시작한 클라우드 기반의 할 일 관리 애플리케이션이다. iOS, 안드로이드, PC의 세 가지 플랫폼에서 실행 가능하며, 이 중 한 기기에서 할 일을 작성 후 저장하면 자동으로 동기화되어 다른 기기 및 OS에서도 열람이 가능하다. 모바일 장치를 분실하거나 이용하던 PC가 고장나더라도 동기화된 할 일 목록은 보존된다. 솜투두 애플리케이션은 안드로이드 모바일 장치 이용자는 구글 플레이에서, 애플의 모바일 장치 이용자는 애플 앱스토어에서 다운로드 받을 수 있으며, 카카오톡을 이용할 경우 채팅플러스를 통해 내려받을 수도 있다. PC 이용자는 공식 홈페이지에서 회원가입 후 웹브라우저 상에서 이용 가능하다. 모바일 장치에서만 사용할 경우 회원 가입 및 로그인은 선택 사항이지만, PC버전과의 동기화를 위해서는 개인 계정이 필요하다.
출시 당일 한국 앱스토어 무료 전체 3위, 생산성 분야 1위를 기록했고,  2013년 10월 기준 할일 수는 249만개이다.

## 기능
솜투두의 주요한 기능은 할 일을 빠르게 기록하여 이용자로 하여금 상기시키는 것이다. 기록한 할 일은 체크리스트의 형태로 나타나게 된다. 공식 웹사이트에서는 다음과 같은 활용법을 제시하고 있다.
- 매일 해야 하는 할 일, 업무 리스트 작성 및 관리
- 잊기 쉬운 장바구니/쇼핑 리스트 기록
- 마감일이 급한 프로젝트 정리
- 참석해야 하는 모임 일정 관리
- 읽어야 할 책 리스트

### 마감일 지정 및 알림
특정 기한 내에 완료해야 하는 일은 마감일을 지정하여 알림을 받을 수 있다.

### 이종 플랫폼간동기화
솜투두에서 작성한 할 일은 클라우드에 동기화되어, 같은 계정을 이용하는 경우 iOS, 안드로이드, 웹의 서로 다른 플랫폼에서도 동일한 내용을 확인할 수 있으며, 수정과 삭제도 동시에 동기화된다.

### 기타
- 리스트에 대한 추가적인 메모 작성
- 중요한 할 일에 대한 강조 (별 체크 기능)
- 비밀번호 잠금
- 중요한 일, 마감일 임박한 일, 남은 할 일 등의 테마 검색 필터
- 키워드 검색

## 계정 동기화
솜투두는 최초 설치 시 솜클라우드 계정 로그인을 요구하지만, 로그인 없이 사용 가능하다. 그러나 이 경우 할 일은 클라우드에 동기화되지 않고 기기에만 저장된다. 동기화를 위해서는 솜클라우드 회원으로 가입이 필요하며, 대한민국에서는 주식회사 카카오와의 제휴를 통해 카카오톡 계정을 통한 계정 생성 및 동기화를 지원한다. 카카오톡 계정은 스마트폰에서 같은 카카오톡 계정으로 로그인하면 어떤 스마트폰에서나 동기화 된 할 일을 열람, 작성, 수정할 수 있지만, 웹에서도 사용하려면 카카오톡 계정과 연동되는 솜클라우드 계정을 만들어야 한다.

## 같이 보기
- 솜클라우드
- 솜노트
- 위자드웍스